# Longwell Green
Longwell Green – wieś w Anglii, w hrabstwie ceremonialnym Gloucestershire, w dystrykcie (unitary authority) South Gloucestershire. Leży 7 km na wschód od miasta Bristol i 165 km na zachód od Londynu.